# Блэкдак (город, Миннесота)
Блэкдак (англ. Blackduck) — город в округе Белтрами, штат Миннесота, США. На площади 4 км² (3,9 км² — суша, 0,1 км² — вода), согласно переписи 2002 года, проживают 696 человек. Плотность населения составляет 179,8 чел./км².
- Телефонный код города — 218
- Почтовый индекс — 56630, 56663
- FIPS-код города — 27-06256[1]
- GNIS-идентификатор — 0655419[2]